# Kirche der wahren orthodoxen Christen Griechenlands (Synode im Widerstand)

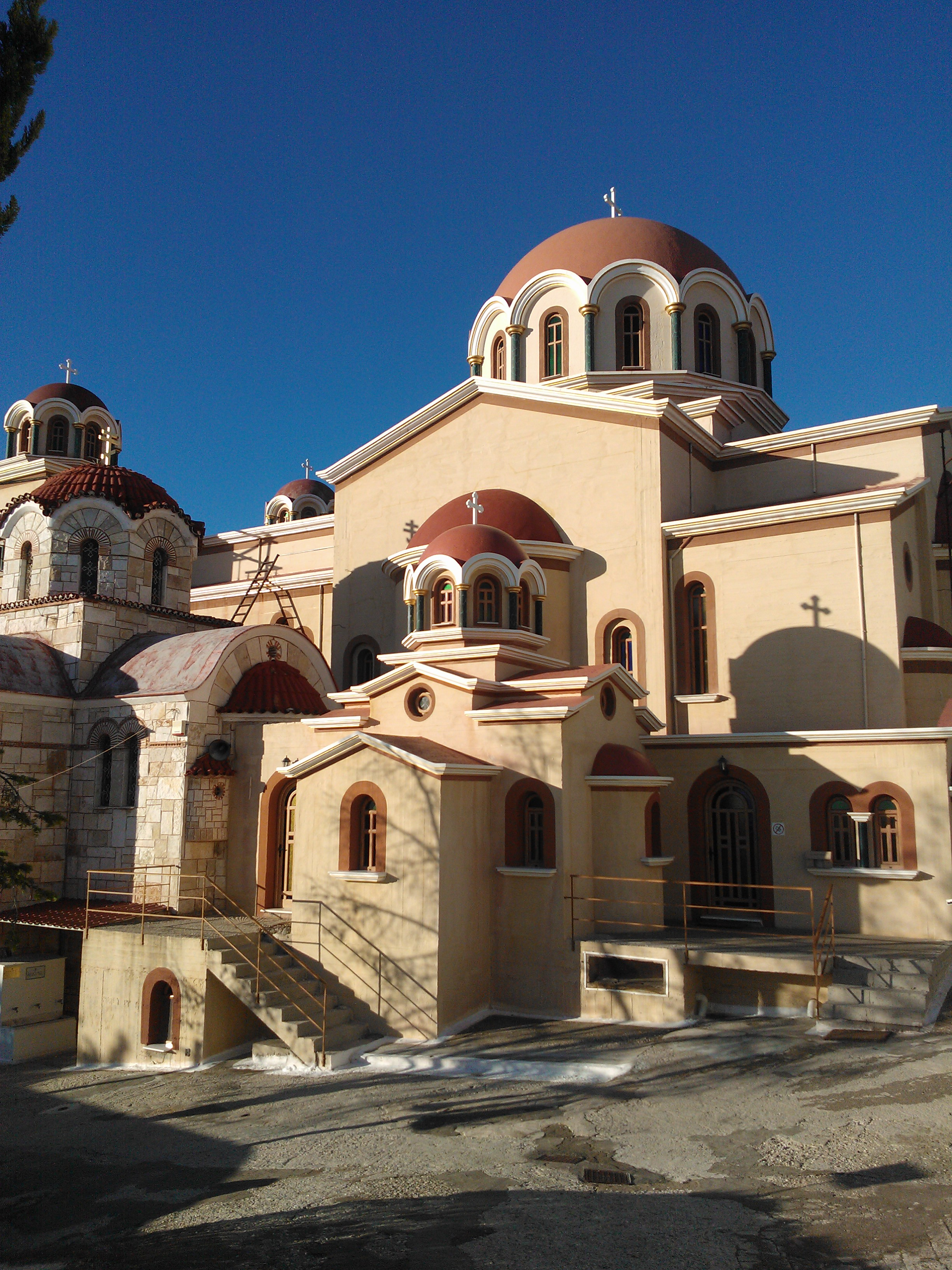
Kloster St. Kyprianos und Justina in Fili, Sitz der Heiligen Synode im Widerstand

Die Heilige Synode im Widerstand (griechisch Ιερά Σύνοδος των Ενισταμένων, englisch Holy Synod in Resistance, auch Kyprianiten, Cyprianites) war eine altkalendarische Kirche in Griechenland und anderen Ländern von 1979 bis 2014.

## Strukturen

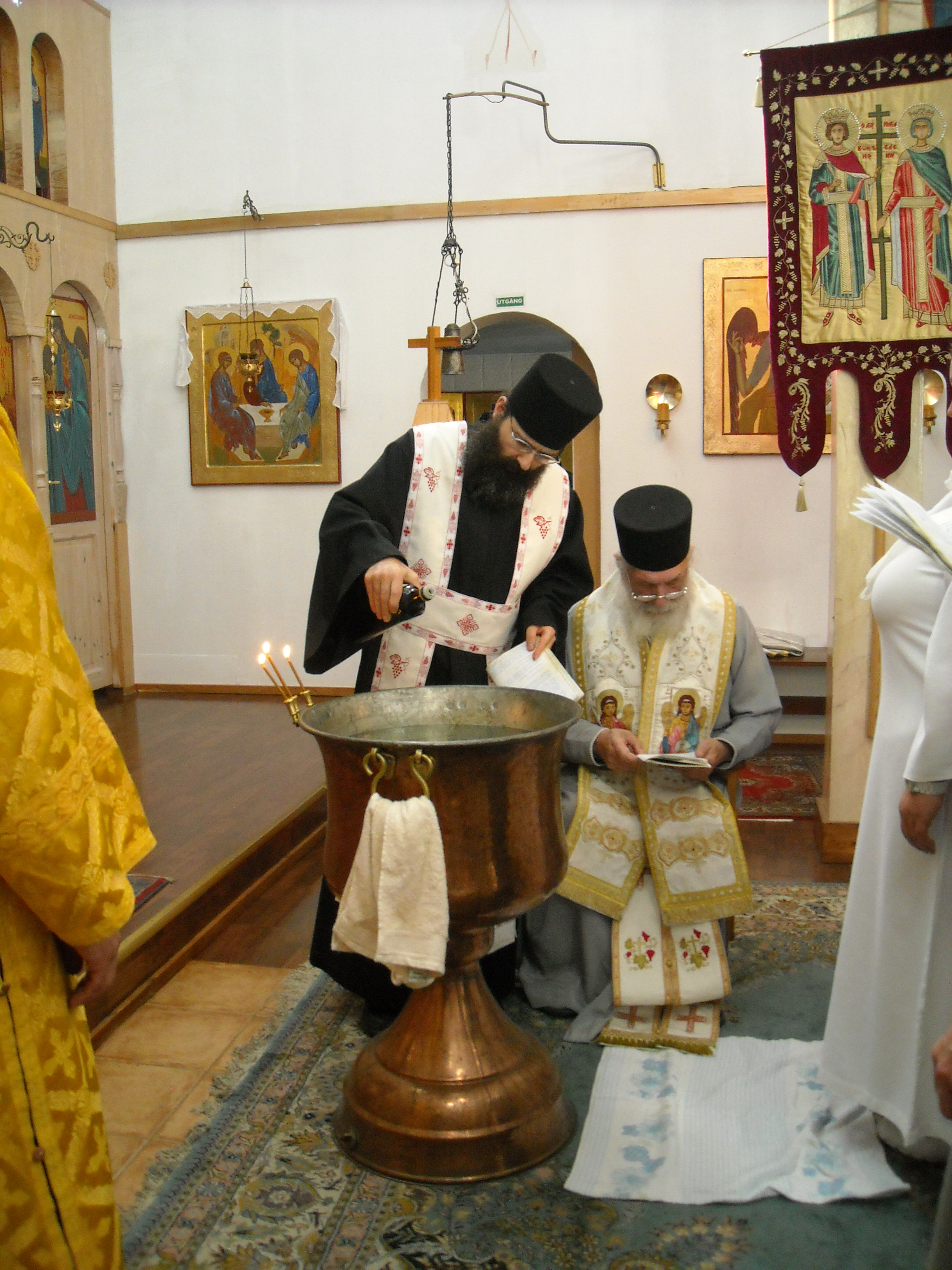
Gottesdienst in Stockholm

Die Kirche hatte Eparchien in Griechenland, den USA, Australien, Italien, Frankreich und Südossetien, sowie Missionen in 13 weiteren Ländern Europas, Afrikas und Asiens. Zu ihr gehörten 30 Klöster und das Center for Traditionalist Orthodox Studies in Etna in Kalifornien.
Die Kirche stand in Kirchengemeinschaft mit der Orthodoxen Altkalendarischen Kirche Rumäniens, der Bulgarischen Orthodoxen Altkalendarischen Kirche und der Russischen Orthodoxen Kirche im Ausland unter Metropolit Agathangelos.
Sie wurde von den anderen orthodoxen Kirchen nicht als kanonisch anerkannt.

## Lehren und Praxis
Die Kirche folgte der orthodoxen Theologie, sie verwendete den byzantinischen Ritus in Liturgie und geistlichem Leben und benutzte den Julianischen Kalender. Sie unterschied sich von anderen altkalendarischen Kirchen dadurch, dass sie die Sakramente und Weihen der neukalendarischen Kirchen Griechenlands anerkannte und auch neukalendarische Priester aufnahm.

## Geschichte
1979 wurden die Metropoliten Kallistos von Korinth und Antonius von Megara von der Kirche der wahren orthodoxen Christen Griechenlands (Chrysostomos-Synode) ihrer Ämter enthoben, weil sie neukalendarisch geweihte Priester in ihre Diözesen aufgenommen hatten.
Sie gründeten daraufhin eine eigene Kirche und weihten acht neue Bischöfe. 1980 wurde eine Kirchengemeinschaft mit der Orthodoxen Altkalendarischen Kirche Rumäniens geschlossen.
1983 verließen acht Bischöfe die Kirche wieder, seitdem führten Bischof Kyprianos von Fili und Bischof Johannes von Sizilien die Kirche.
1993 entstand die Bulgarische Orthodoxe Altkalendarische Kirche aus der Eparchie Sofia der Heiligen Synode im Widerstand. 1994 wurde eine Kirchengemeinschaft mit der Russischen Orthodoxen Kirche im Ausland gebildet. 2006 wurde diese wieder aufgelöst, da die russische Kirche sich der Russisch-Orthodoxen Kirche anschließen wollte. 2007 wurde eine Kirchengemeinschaft mit der Russischen Orthodoxen Kirche im Ausland unter Metropolit Agathangelos geschlossen.
2008 begannen Gespräche über eine Wiedervereinigung mit der Kirche der wahren Christen Griechenlands (Chrysostomos-Synode), die 2014 geschlossen werden konnte.
Aus der Heiligen Synode im Widerstand wurde die Metropolie Oropos und Phyle mit weiteren Diözesen in Stockholm und Tbilissi gebildet.